# ملوین (تگزاس)
ملوین یکی از شهرهای کوچک تگزاس، در ایالات متحده است.در سرشماری سال ۲۰۰۰ میلادی جمعیت این شهر ۱۵۵ نفر برآورد شده است.

## موقعیت جغرافیایی
ملوین در موقعیت جغرافیایی ۳۱°۱۱′۴۹″ شمالی ۹۹°۳۴′۵۰″ غربی / ۳۱٫۱۹۶۹۴°شمالی ۹۹٫۵۸۰۵۶°غربی واقع شده است.
به گزارش اداره سرشماری ایالات متحده آمریکا مساحت کل این شهر برابر با ۰.۵ مایل مربع یا ۱.۲ کیلومتر مربع است.

## جمعیت شناسی
مطابق سرشماری سال ۲۰۰۰ جمعیت این شهر ۱۵۵ محاسبه شده است، که شامل ۶۸ خانوار و ۳۹ خانواده میشود.بر طبق محاسبات، تراکم جمعیت در این شهر ۳۲۹.۲ نفر در هر مایل مربع یا ۱۲۷.۳ نفر در هر کیلومتر مربع است.همچنین در این شهر حدوداً ۱۰۰ خانه وجود دارد.ترکیب نژادی این شهر برابر با، ۸۷.۱۰% سفید پوست،۱۲.۲۶% نژادهای دیگر و ۰.۶۵% ترکیب دو یا چند نژاد دیگر است.
نژاد هیسپانیک یا لاتین هر کدام ۲۷.۱۰% جمعیت این شهر را تشکیل داده اند.
از 68 خانوار ساکن در این منطقه ۲۷.۹% آنها با کودکان زیر ۱۸ سال خود،۴۸.۵% کسانی که ازدواج کرده اند با زوج خود و ۸.۸% زنان خانه دار این شهر بدون شوهر خود زندگی میکنند.همچنین ۴۲.۶% بدون خانواده هستند.۲۳.۵% کسانی که تنهایی زندگی میکنند ۶۵ ساله یا مسن تر هستند.
در این شهر ۲۴.۵% جمعیت آن را افراد زیر ۱۸ سال،۵.۲% را سنین بین ۱۸ تا ۲۴ سال،۲۴.۵% را سنین ۲۵ تا ۴۴ سال،۲۳.۲% را سنین ۴۵ تا ۶۴ سال و ۲۲.۶% را افراد ۶۵ سال یا مسن تر از آن تشکیل میدهند.میانگین سن در این شهر ۴۳ سال است.برای هر ۱۰۰ نفر زن ۹۳.۸ نفر مرد وجود دارد و برای هر ۱۰۰ نفر زن بالای ۱۸ سال ۸۰ نفر مرد وجود دارد.
درآمد متوسط برای یک خانوار در این شهر برابر با ۱۴،۱۰۷ دلار و برای یک خانواده برابر با ۱۷،۳۸۶ دلار است.مردان به طور متوسط ۲۰،۶۲۵ دلار و در مقابل زنان ۲۱،۸۷۵ دلار درآمد دارند.همچنین سرانه درآمد برای شهر ۱۱،۱۲۴ دلار محاسبه شده است.۳۶.۷% از زنان و ۵۰% از مردان زیر خط فقر شناخته شده اند.از جمله ۶۷.۵% از کسانی که زیر ۱۸ سال سن دارند و ۵۷.۹% از کسانی که ۶۵ سال سن یا مسن تر هستند.

## نظام آموزشی
شهر ملوین واقع در ایالت تگزاس تا ماه مه سال ۱۹۷۱ دارای یک نظام آموزشی به نام "مدرسه مستقل منطقه ملوین" بود.در تابستان سال ۱۹۷۱ مدرسه رسماً بسته شد و همه دانش آموزان به "مدرسه مستقل منطقه برادی" منتقل شدند.
سیستم آموزشی مدرسه ملوین یک سیستم فعال در نظام آموزشی به حساب می آمد.مسابقاتی همانند یو آی ال، کشاورزان آینده آمریکا، خانه دار آینده آمریکا و مسابقات ورزشی از قبیل فوتبال، بسکتبال، والیبال، سافتبال و بیس بال.
آخرین کلاسی که در دبیرستان ملوین برگزار شد و شاگردان آن کلاس از دبیرستان فارغ التحصیل شدند در ماه مه ۱۹۷۱ برگزار شد.همان طور که در بالا ذکر شد در تابستان آن سال دبیرستان به طور رسمی بسته شد و تمام دانش آموزان دبیرستان ملوین و مناطق اطراف به دبیرستان مستقل منطقه برادی تگزاس منتقل شدند.